# Brančská bradla
Brančská bradla jsou geomorfologická část Myjavské pahorkatiny. Zabírají plošně nevelké území na severozápadním okraji krajinného celku, západně od Myjavy a nejvyšší vrch Branč se zříceninou gotického hradu dosahuje výšky 475 m n. m.

## Vymezení
Území zabírá severozápadní okraj Myjavské pahorkatiny a je její jedinou samostatnou částí. Pahorkatina obklopuje Brančská bradla ze severovýchodu, východu, jihu i západu a jen severozápadní okraj lemuje údolí Myjavy. To vytváří přírodní hranici Žalostinské vrchoviny, geomorfologického podcelku Bílých Karpat. 
Brančská bradla patří do povodí Myjavy, které je součástí povodí Moravy. Myjava lemuje severní okraj území a odvádějí do ní nadbytečnou vodu všechny potoky této oblasti Myjavské pahorkatiny.

## Ochrana území
Tato část Myjavské pahorkatiny leží na vnějším, jižním okraji Chráněné krajinné oblasti Bílé Karpaty. Na okraji území leží jediná zvlášť chráněná lokalita, přírodní památka Rieka Myjava.

## Turismus
Myjavská pahorkatina je z turistického hlediska ve stínu sousedních Bílých Karpat s dominantní Velkou Javorinou (970 m n. m.). Masiv Brančských bradel, vystupující z jinak poměrně plochého území pahorkatiny, poskytuje méně náročné výstupy s výhledy do okolí. Mezi nejatraktivnější lokality patří hradní vrch Branč, s výškou 475 m n. m. nejvyšší bod části.

### Turistické trasy
- po  modré značce z obce Sobotište (napojení na  červenou Záhoráckou magistrálu) přes Podzámok (s odbočením na hrad Branč) do městské části Turá Lúka
- po  zelené značce z rozcestí Podbranč do města Brezová pod Bradlom (napojení na  červenou Cestu hrdinů SNP a Štefánikovu magistrálu)
- po  žluté značce z lokality Horná Dolina na rozcestí v Podzámku[2]

### Vybrané vrchy
- Branč (475 m n. m.)
- Starý hrad (454 m n. m.)
- Chorvátsky vrch (462 m n. m.) [2]